# Municipio de Santo Domingo Ozolotepec
El municipio de Santo Domingo Ozolotepec (del náhuatl: ocelotl, tepetl ‘ocelote, cerro’‘Cerro del ocelote’)es uno de los 570 municipios que conforman al estado mexicano de Oaxaca. Pertenece al distrito de Miahuatlán, dentro de la Región Sierra Sur.

## Geografía

### Límites municipales
Tiene límites administrativos con los siguientes municipios y/o accidentes geográficos, según su ubicación:
| Noroeste: San Cristóbal Amatlán  | Norte: San Juan Mixtepec (26) | Nordeste: San Pedro Mixtepec (26) |
| Oeste: San Sebastián Río Hondo   |                               | Este: San Juan Ozolotepec         |
| Suroeste: Santa María Ozolotepec | Sur: Santa María Ozolotepec   | Sureste: San Juan Ozolotepec      |

### Fisiografía
El territorio del municipio pertenece a la subprovincia de Sierras Orientales, dentro de la provincia de la Sierra Madre del Sur.